# Jaromír Nechanský

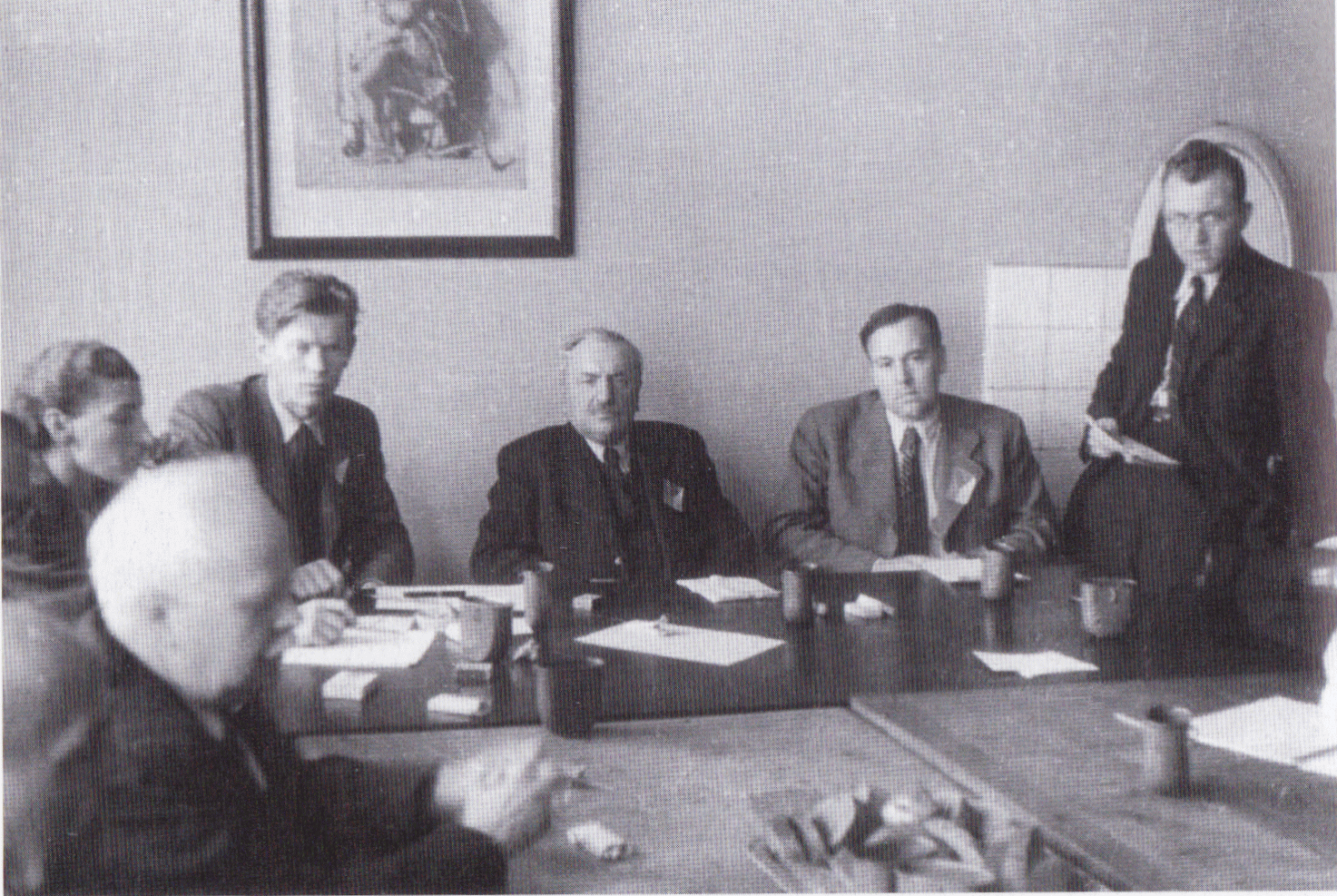
ČNR na jednání během Pražského květnového povstání 1945. Zleva doprava (bez titulů a hodností): Augusta Machoňová-Müllerová, Zdeněk Wirth, Josef Smrkovský, Albert Pražák, Josef Cyril Kotrlý a Jaromír Nechanský

Jaromír Nechanský (4. prosince 1916, Praha – 16. června 1950, Praha) byl československý voják a příslušník výsadku Platinum-Pewter. Za účast v odboji proti komunistickému režimu byl odsouzen k trestu smrti a popraven.

## Mládí
Narodil se 4. prosince 1916 v Praze. Otec Vojtěch byl poštovním úředníkem, matka Františka, rozená Tůmová, byla v domácnosti. Měl mladšího bratra Miloslava (* 13. července 1922). Absolvoval obecnou školu a poté státní reálné gymnázium v Praze v Křemencově ulici, kde v roce 1935 složil maturitu. Na jaře roku 1935 se podrobil dobrovolnému odvodu a 16. července nastoupil základní vojenskou službu v Terezíně u jezdeckého pluku 1. Dne 5. října 1935 byl odeslán do učiliště na důstojníky jezdectva v Pardubicích, odkud se vrátil 28. února 1936 v hodnosti desátníka aspiranta. Dne 30. srpna 1936, již v hodnosti četaře, nastoupil na Vojenskou akademii v Hranicích. Akademii ukončil v hodnosti poručíka jezdectva 29. srpna 1937. Poté vykonával službu u 2. dragounského pluku v Olomouci, odtud odešel v červnu 1938 k pluku útočné vozby 1 v Milovicích. 15. září 1938 se stal velitelem čety obrněných automobilů pluku útočné vozby 4 v Kolíně. Zde prodělal i mobilizaci. Po zrušení kolínské posádky se vrátil zpět do Milovic, kde sloužil jako velitel čety náhradního praporu obrněných aut. Po německé okupaci Čech a Moravy byl 1. dubna 1939 v rámci likvidace československé branné moci z armády propuštěn. Nastoupil jako úředník u exportní firmy v Praze. Dne 28. prosince 1939 odešel z protektorátu přes Slovensko, Maďarsko, Jugoslávii, Turecko a Sýrii do Francie.

## V exilu
Ve Francii vstoupil do československého zahraničního vojska ke Smíšenému přezvědnému oddílu v La Palme. Bojů o Francii se jeho jednotka nezúčastnila a 7. července 1940 byl evakuován do Anglie.
V Anglii byl zařazen ke kulometné rotě u 1. smíšené brigády jako nezařazený důstojník. Jeho žádost k zařazení do letectva bylo z důvodu krátkozrakosti odmítnuta a podobně i pokus o nastoupení k jednotkám Svobodných Francouzů, vzhledem k tomu, že byl jedním z mála důstojníků brigády se zkušenostmi s obrněnou technikou. Proto se dobrovolně přihlásil do výcviku pro plnění zvláštních úkolů. Od 20. května do 29. srpna 1942 absolvoval základní výcvik, dále parakurz, kurz průmyslové sabotáže a kurz individuální konspirační činnosti. Poté, co byl 28. října 1942 povýšen na nadporučíka jezdectva, prošel výcvikem pro civilní zaměstnání. Byl jmenován nejprve velitelem skupiny Platinum, poté velitelem skupiny Pewter. Poté byl znovu odeslán k dalšímu výcviku. V období od 7. července 1943 do 11. dubna 1944 absolvoval konspirační cvičení, dokončovací sabotážní kurz, kurz práce s naváděcím zařízením Eureka a dokončovací kurz. S ostatními příslušníky své skupiny prodělal spojovací cvičení a dále potom individuální přípravu a kurzy střelby a zdokonalovací konspirace. Dne 17. dubna 1944 mu velení skupiny bylo odebráno a byl přidělen k MNO v Londýně. Dne 2. května se přesunul na vyčkávací stanici v Itálii. Zde došlo ke sloučení obou výsadkových skupin do skupiny pod názvem Platinum-Pewter, jejímž velením byl pověřen. A také zde byl povýšen do hodnosti kapitána.

## Nasazení
Po dvou neúspěšných pokusech byl dne 17. února 1945 byl se skupinou vysazen poblíž Nasavrk, vybaven protektorátními doklady na krycí jméno Jan Nerad. V čele skupiny navázal kontakt s Radou tří, jakož i se skupinou Tungsten kapitána Rudolfa Pernického a štábním kapitánem Karlem Veselým-Štainerem. Působil pak na Českomoravské vrchovině. Podílel se na přijetí výsadku Bauxite a v oblasti Velké Bíteše zajistil několik shozů vojenské výzbroje a výstroje, v celkovém objemu asi čtrnácti tun. Dne 23. dubna 1945 se společně s radistou četařem Jaroslavem Klemešem přesunul do Prahy, kde začal spolupracovat s Českou národní radou (ČNR). Stav příprav povstání ho zklamal, povstalci se věnovali především rozmíškám a neměli zbraně. V ČNR se stal předsedou její vojenské komise a z titulu této funkce spolupracoval během Pražského povstání s velitelstvím „Bartoš“ generála Kutlvašra, které řídilo operace povstaleckých jednotek. Již 28. dubna 1945 navázala radiostanice skupiny „Anna“ spojení s Londýnem, které se podařilo udržet až do konce Pražského povstání, a později i s Košicemi a Plzní.
Nechanský sondoval možnost využití maďarských vojáků (mělo jich být v Protektorátu až 90 tisíc) na straně povstalců, exilová vláda ale tento plán neschválila. U Prahy zajistil prostory pro výsadky vojáků a zbraní, které však nepřišly. V této situaci se účastnil jednání s představiteli německé armády a podílel se na uzavření úmluvy o provedení jejich kapitulace a odchodu do zajetí vojsky západních Spojenců - Protokol o provedení formy kapitulace německých branných sil, podepsaný 8. května 1945.

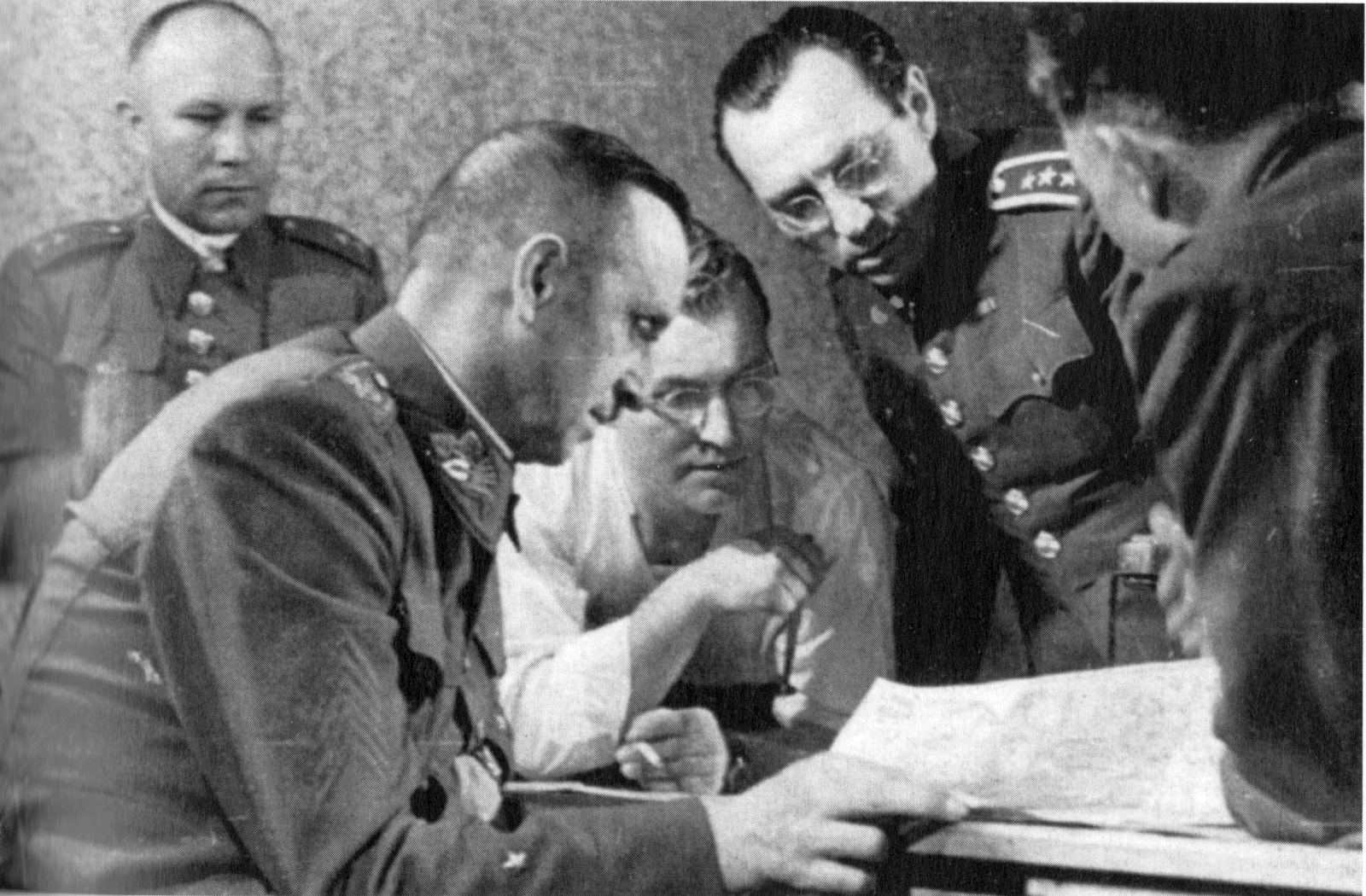
Záběr z povstaleckého Vojenského velitelství Velké Prahy „Bartoš“ (VVVP „Bartoš“), Praha, květen 1945. Uprostřed sedí (jen v košili) kpt. Jaromír Nechanský

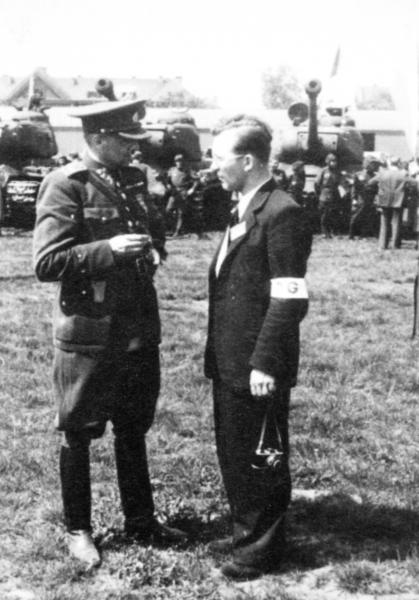
Kpt. Jaromír Nechanský s generálem Karlem Kutlvašrem čekají po skončení povstání na přílet československé vlády na kbelském letišti

Z pověření ČNR působil jako styčný důstojník u americké 3. armády. Zde také navázal styky s americkými zpravodajskými důstojníky.

## Po válce
Od 9. května 1945 byl pověřen organizováním likvidační skupiny při MNO. V témže měsíci byl povýšen na štábního kapitána jezdectva. V tomto období se ale objevil požadavek sovětské diplomacie na jeho penzionování. Sovětská strana ho vinila z toho, že přijetím kapitulace německých jednotek umožnil společně s dalšími členy ČNR odchod půl milionu německých vojáků do amerického zajetí (a tím údajně umožnil posílení nepřítele, za nějž již byly Spojené státy Sovětským svazem pokládány) a z přijetí pomoci od Ruské osvobozenecké  armády (ROA). Vláda se požadavkům Sovětů podvolila a uložila ministerstvu obrany, aby Nechanského penzionovalo, Vojenská rada (poradní orgán vlády) však doporučila, aby pro své velké zásluhy o odboj zůstal.
Od srpna 1945 sloužil nejprve ve velitelské rotě 1. tankové brigády a poté u 22. tankové brigády jako náčelník štábu. V dubnu 1946 přešel do Kladna k 5. pěšímu pluku, v tomto roce také vstoupil do sociální demokracie. Od 1. října 1947 začal studovat na Vysoké škole válečné, kde po jejím absolvování od 1. července 1948 začal působit jako učitel strategie a taktiky vyšších jednotek. Mezitím byl 16. října 1947 povýšen na majora pěchoty a 30. března 1948 se oženil s Olgou Laušmanovou, dcerou ministra Bohumila Laušmana. Manželství zůstalo bezdětné.
Zároveň byl Nechanský v roce 1945 oficiálně přidělen k obrannému zpravodajství (OBZ) Bedřicha Reicina. Protože Reicin s Karlem Vašem bránili parašutistům ve výzkumu v archivech gestapa a také ve výsleších příslušníků gestapa a jejich konfidentů, byl Nechanský pověřen Klubem válečných parašutistů, aby pracoval v jejich zájmu. Zároveň udržoval přátelské vztahy s americkou zpravodajskou službu CIA či diplomaty USA působící v Praze, které o svém přidělení k OBZ informoval.
Nedůvěra v nový režim po převratu v únoru 1948 způsobila, že přijal od Američanů návrh na zpravodajskou spolupráci. Společně se svým přítelem z odboje, bývalým velitelem Zpravodajské brigády Veleslavem Wahlem, začal budovat svou vlastní protikomunistickou odbojovou organizaci Holub-Slavík. Svou takzvanou spoluprací s 5. oddělením (kontrarozvědkou) kryl protikomunistickou organizační a zpravodajskou činnost směřující ke svržení komunistické diktatury. Odbojová skupina se zaměřovala hlavně na zpravodajskou činnost a její působnost se postupně rozšiřovala. Další Nechanského známý z protinacistického odboje, Věkoslav Loutský, zajistil spolupracovníky na Mostecku a Litvínovsku. Skupina působila také například na Mělnicku, Písecku či Jihlavsku, dalším ze spolupracovníku byl advokát JUDr. Josef Smolín. Nechanský i nadále formálně spolupracoval s OBZ. Od americké rozvědky sice jeho skupina převzala vysílačku, ale se špatnými šifrovacími klíči. Vztahy s Američany postupně ochlazovaly a Američané byli nedůvěřiví vůči Nechanského spojení s OBZ.
Aktivity Nechanského nezůstaly utajeny StB, která celou věc vyšetřovala pod krycím názvem akce "Hansa". V polovině srpna 1949 byl zatčen JUDr. Josef Smolín. Jaromír Nechanský byl s několika dalšími důstojníky poslán na dovolenou s čekaným, po intervenci ministra sociální péče Evžena Erbana bylo však toto rozhodnutí zrušeno.

## Zatčení, smrt
Dne 5. září byl Jaromír Nechanský zatčen a převezen do Vojenské věznice Praha na Hradčanech, do tzv. Domečku. Zde byl za použití brutálního fyzického násilí vyslýchán. Jeho manželka Olga se pokusila přimluvit u ministra obrany Ludvíka Svobody, s jehož dcerou Zoe se dobře znala. Svoboda jí ale doporučil, aby se s Nechanským raději rozvedla, protože případ je velmi vážný.
Dne 22. dubna 1950 byl Jaromír Nechanský spolu s Veleslavem Wahlem uznán vinným zločinem velezrady a vyzvědačství a za to byl odsouzen k trestu smrti. Senát sice zohlednil jeho činnost během druhé světové války a práci pro 5. oddělení, ale to nijak nepomohlo. Proces navíc doprovázela propagandistická kampaň, ve které byly Nechanského aktivity spojovány s "agresivní" politikou USA a dokonce i s nacisty. Odvolání bylo vrchním soudem 14. června 1950 zamítnuto a o den později prezident republiky Klement Gottwald odmítl vyhovět jeho žádosti o milost.
Z cely smrti napsal Jaromír Nechanský dopis adresovaný svému otci:
"Drahý tatínku!

Píši tento svůj poslední dopis po půl noci a doufám ještě, že mi bude umožněno, abych mohl spatřit naposledy svou drahou Olgu. Jestliže toto mé přání nebude splněno, budu tím více utvrzen ve svých názorech na tento režim, který tímto naprosto jasně dokumentuje svoji „humanitu“.

Jako socialista jsem v podstatě souhlasil s většinou sociálních opatření, ale měl jsem zásadní výhrady proti autoritářství, nedemokratičnosti a nespravedlnosti tohoto režimu. Kdybych takto umíral za poslední války v důsledku své tehdejší činnosti, nebylo by to tak bolestné jako nyní, kdy Čech Čecha odsuzuje nejtěžšímu trestu v takovém množství."
Dopis Jaromíra Nechanského z cely smrti
Poslední slova Nechanského na popravišti zněla:
"Jsem přesvědčen, že umírám za spravedlnost, za demokracii a za vlast, za kterou jsem bojoval v poslední válce. Odplata přijde!"

Popraven byl v pankrácké věznici 16. června 1950 spolu s Veleslavem Wahlem v brzkých ranních hodinách, v 5.38 hod. konstatoval lékař smrt.

## Hrob
Ostatky Jaromíra Nechanského byly zpopelněny ve Strašnickém krematoriu, kde byly také uskladněny. Dne 6. října 1953 byla urna přesunuta z krematoria do skladu v pankrácké věznici. Dne 5. května 1965 byla urna tajně pohřbena do společného hrobu na Motolském hřbitově. Zde bylo 20. května 2000 slavnostně otevřeno a vysvěceno Čestné pohřebiště politických vězňů. Jméno Jaromíra Nechanského je uvedeno na jedné (umístěné vpravo) ze dvou šedých mramorových desek instalovaných v roce 2012.

Na Čestném pohřebišti III. odboje na Ďáblickém hřbitově se nachází symbolický Nechanského hrob. Tamní symbolické náhrobky odkazují na zemřelé politické vězně bez ohledu na jejich skutečné místo pohřbení. Jméno Jaromíra Nechanského je rovněž uvedeno na rodinném hrobě Nechanského bratra na Olšanských hřbitovech I, část VI, oddělení 9b, hrob č. 279.

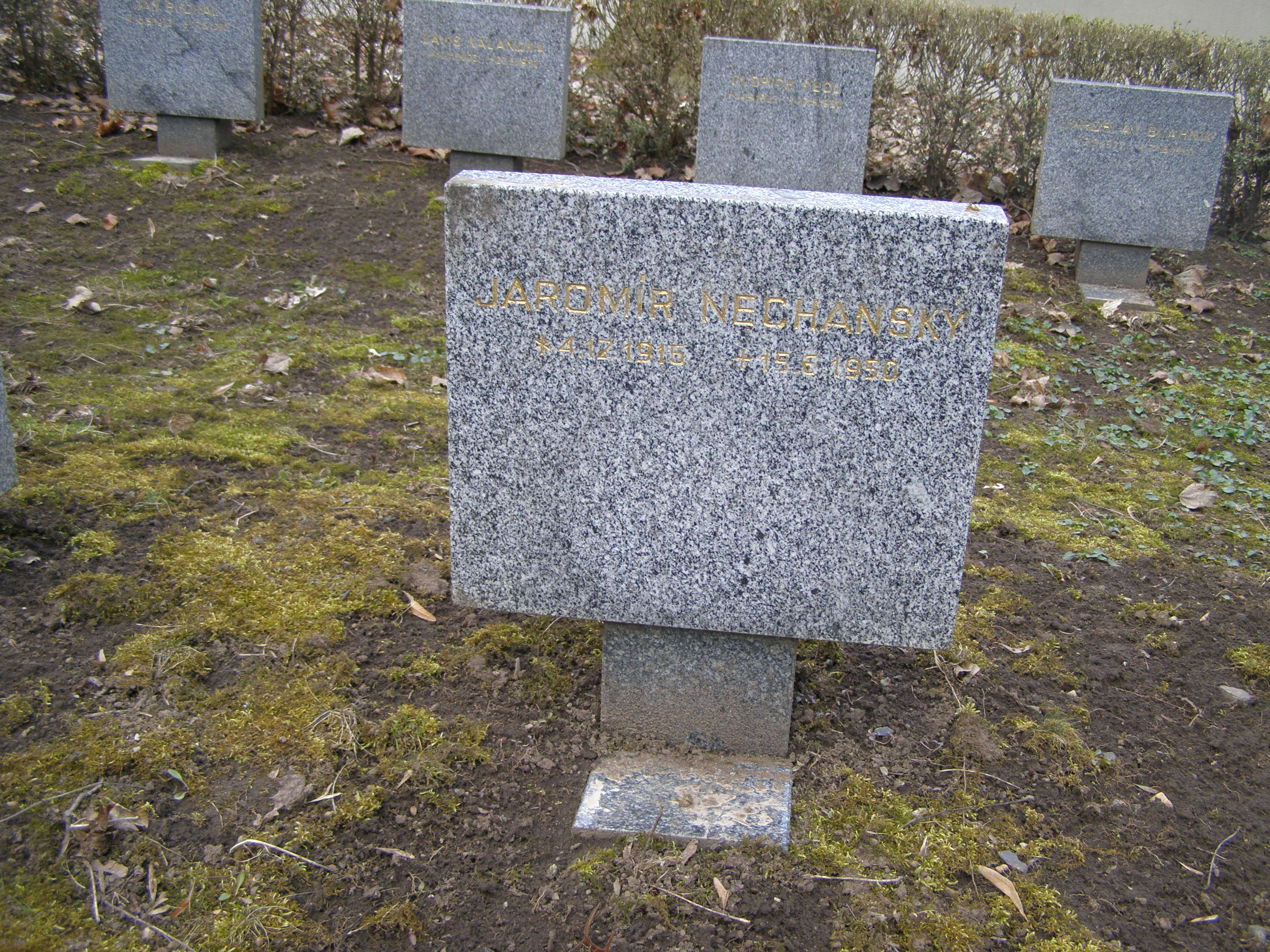
Symbolický hrob na Čestném pohřebišti popravených a umučených z padesátých let (III. odboj) na Ďáblickém hřbitově v Praze
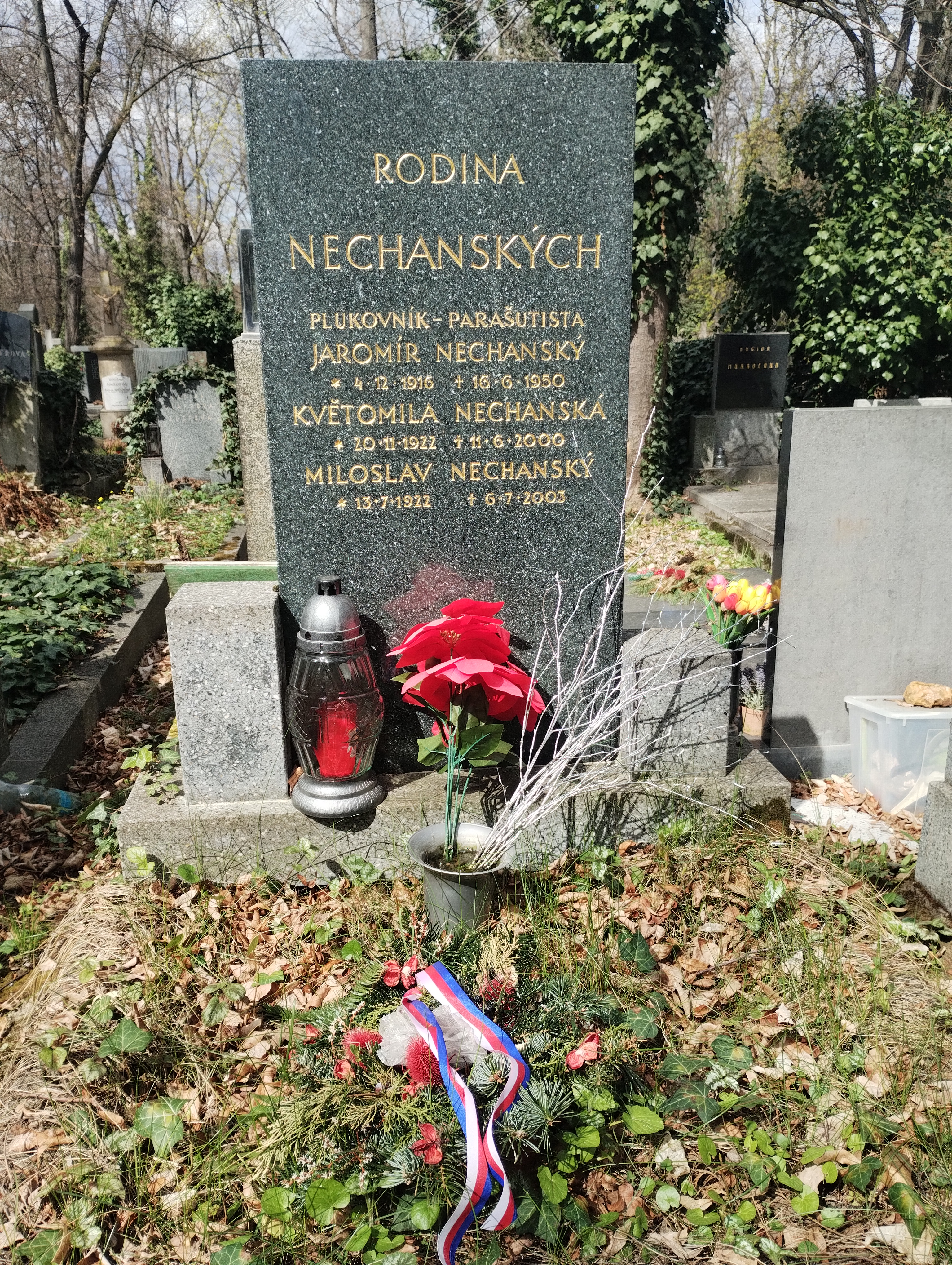
Rodinný hrob se jménem Jaromíra Nechanského na Olšanských hřbitovech
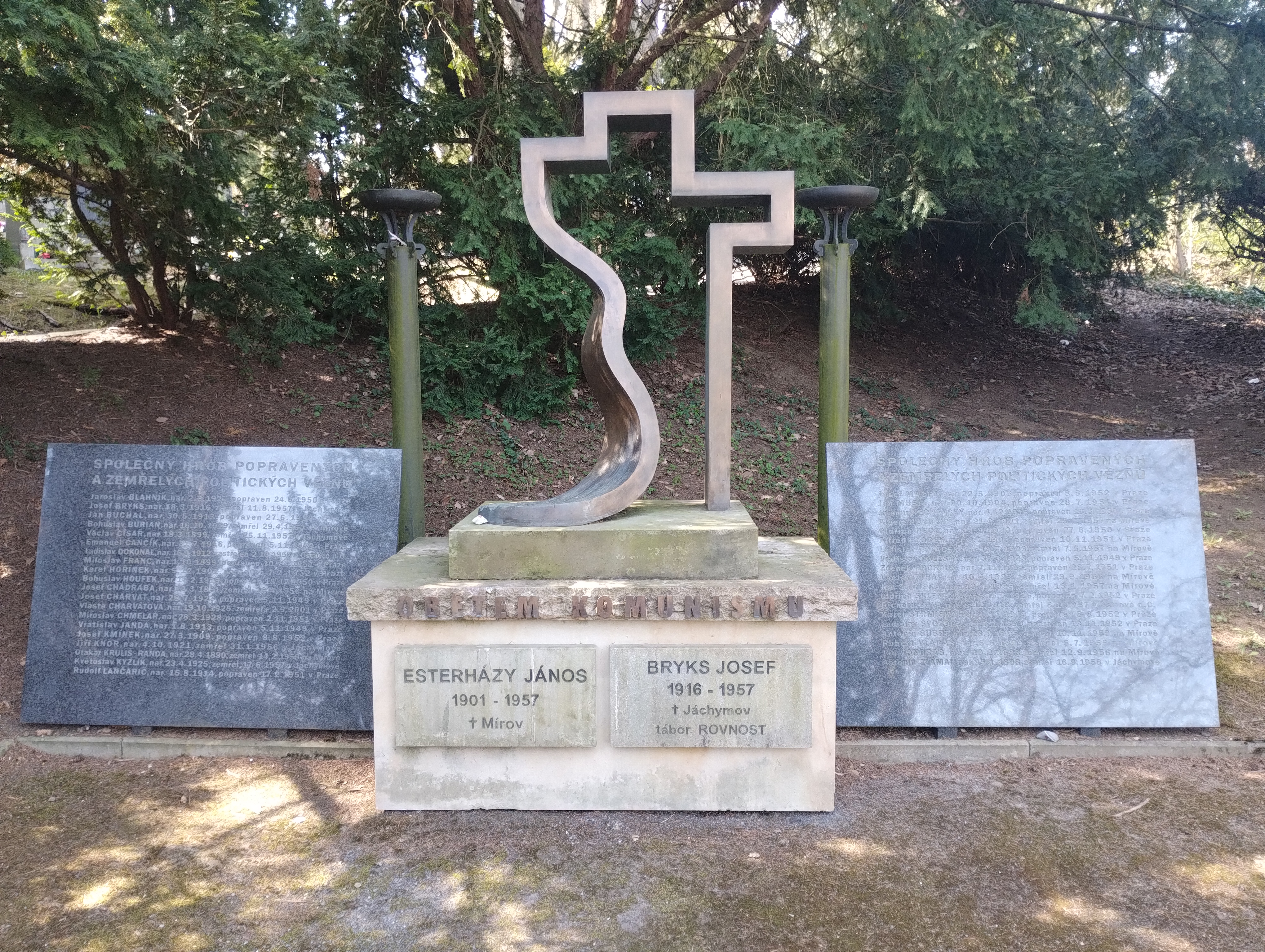
Památník na Čestném pohřebišti politických vězňů, Motolský hřbitov
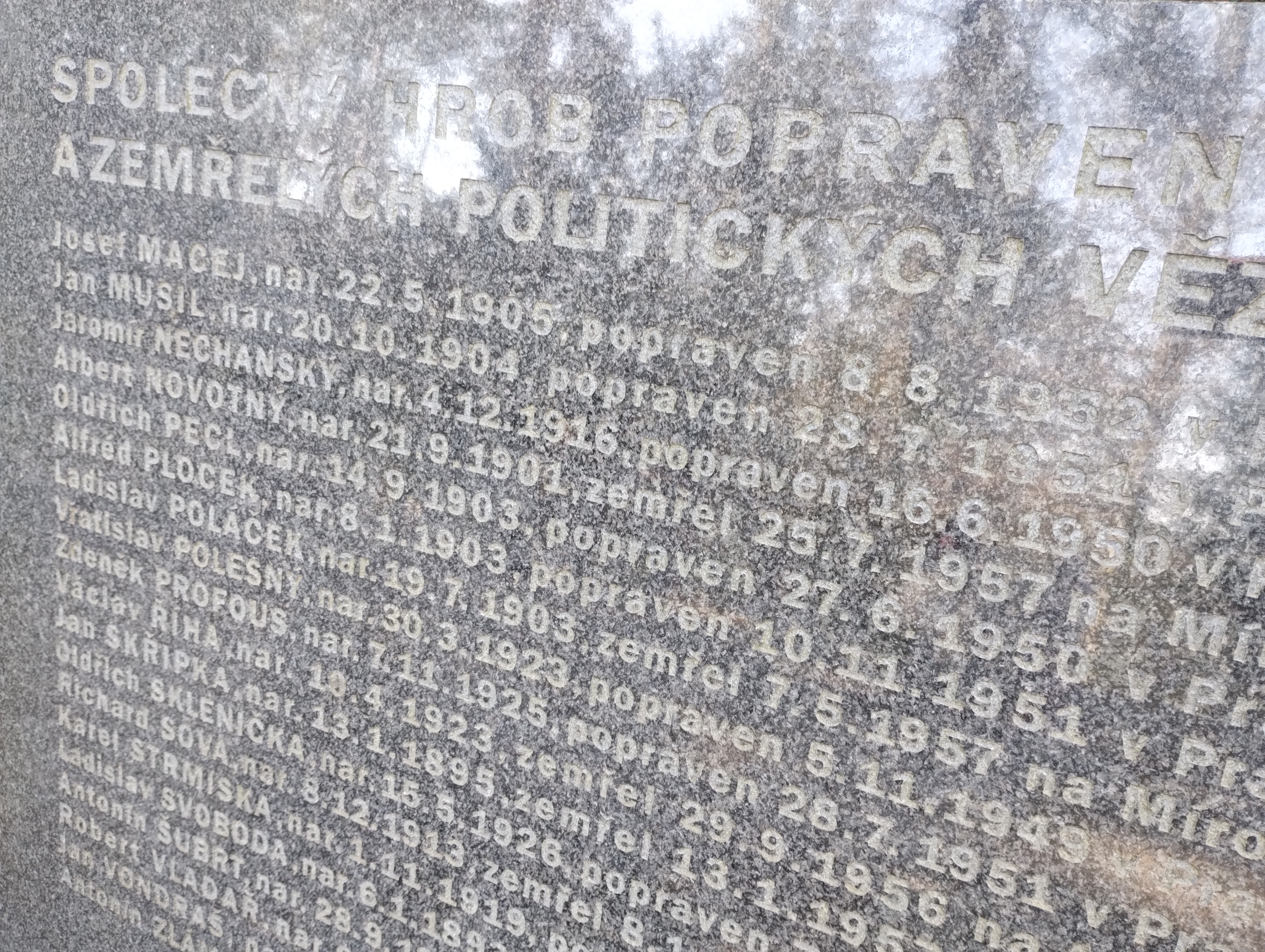
Památník na Čestném pohřebišti politických vězňů, deska vpravo se jménem Jaromíra Nechanského, Motolský hřbitov

## Rehabilitace a ocenění
Rehabilitace se snažila dosáhnout jeho manželka Olga Nechanská již v roce 1968, došlo k ní ale až 23. ledna 1991. Následně byla Nechanskému navrácena hodnost majora a byl povýšen in memoriam na plukovníka generálního štábu. V roce 2022 mu bylo uděleno osvědčení příslušníka třetího odboje. Dne 8. května 2025 byl in memoriam vyznamenán Křížem obrany státu ministra obrany ČR.

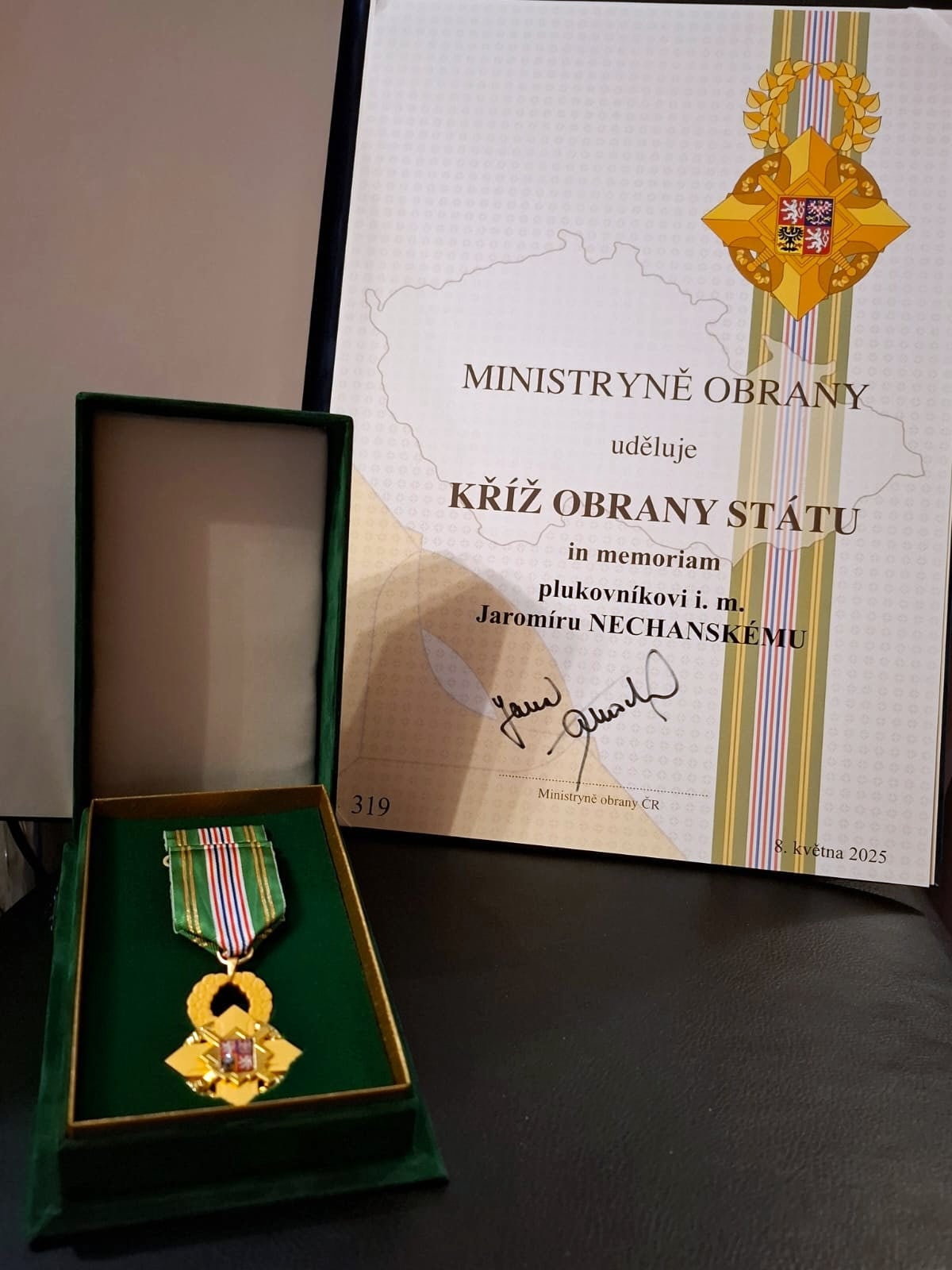
Kříž obrany státu udělený Jaromíru Nechanskému ministryní obrany ČR dne 8. května 2025

## Vyznamenání
- 1944 –  Pamětní medaile československé armády v zahraničí se štítky Francie a Velká Británie
- 1945 –  Československý válečný kříž 1939
- 1945 –  Československá medaile Za chrabrost před nepřítelem
- 1945 –  Československá medaile za zásluhy I. stupně
- 1946 –  druhý Československý válečný kříž 1939
- Hvězda 1939–1945, Defence Medal
- Odznak Československého partyzána
- Orden Partizanske zvezde III. reda
- 1995 – Medaile Zpravodajské brigády
- 2025 –  Kříž obrany státu ministra obrany České republiky in memoriam

## Pamětní desky, připomínky

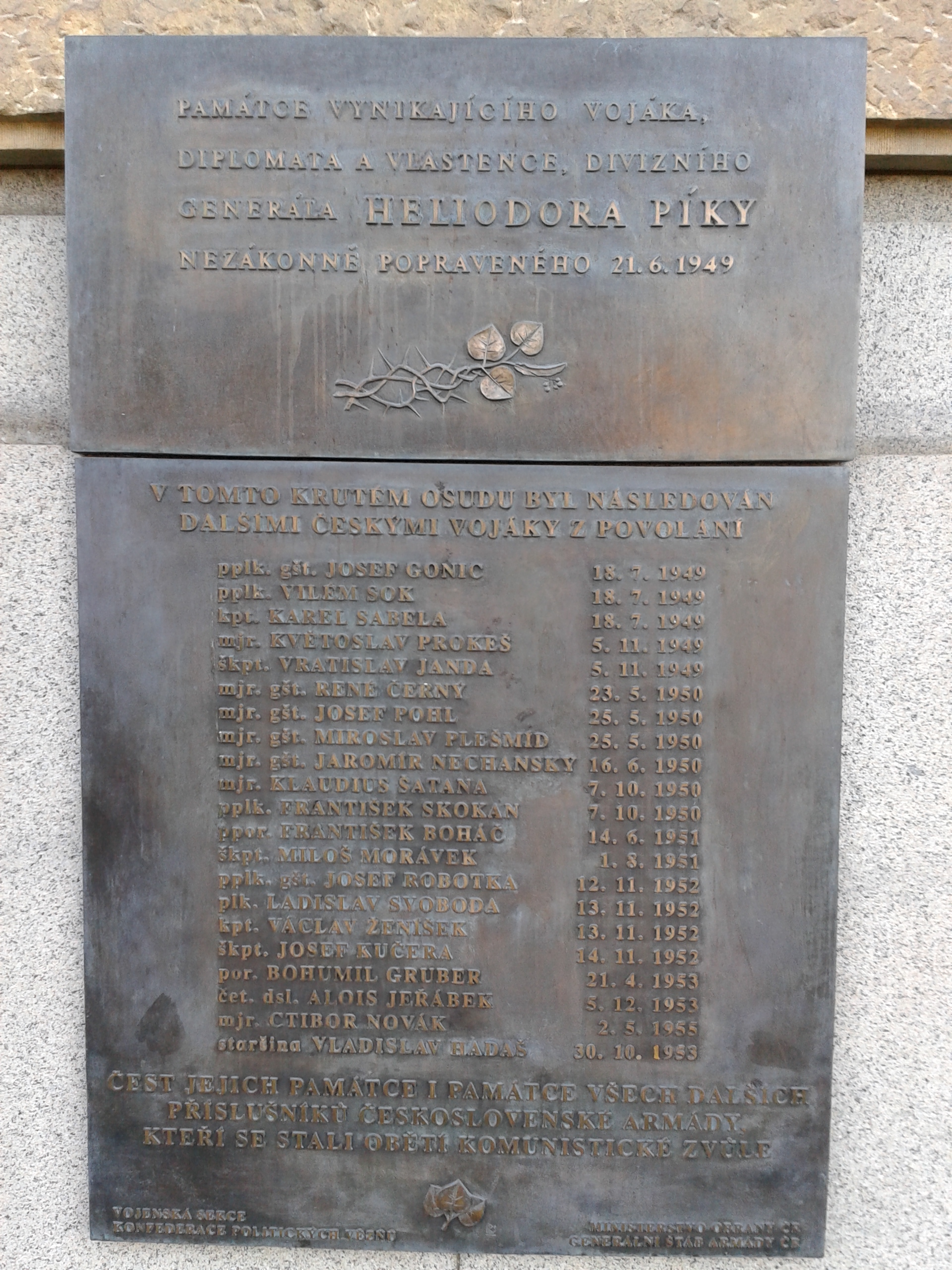
Na budově Generálního štábu armády České republiky na Vítězném náměstí 5/1500 v Praze 6 – Dejvicích (na levé straně hlavního vstupu do budovy) jsou dvě bronzové pamětní desky. Horní je věnována Heliodoru Píkovi. Obsahuje následující text: "PAMÁTCE VYNIKAJÍCÍCHO VOJÁKA, DIPLOMATA A VLASTENCE, DIVIZNÍHO GENERÁLA HELIODORA PÍKY NEZÁKONNĚ POPRAVENÉHO 21.6.1949". Pod textem je reliéf ostnatého drátu s lipovými listy. Tato deska byla slavnostně odhalena 28. října 1991. Pod touto deskou se nachází druhá. Ta byla připojena 28. října 1998 a je věnována vojákům z povolání, kteří se stali oběťmi komunistické zvůle. V horní části začíná druhá pamětní deska textem: "V TOMTO KRUTÉM OSUDU BYL NÁSLEDOVÁN DALŠÍMI ČESKÝMI VOJÁKY Z POVOLÁNÍ", pak následuje výčet jmen včetně vojenských hodností a dne úmrtí. Jméno Jaromíra Nechanského je uvedeno odshora v pořadí jako deváté (mjr. gšt. JAROMÍR NECHANSKÝ 16. 6. 1950). Text druhé desky je zakončen větou: "ČEST JEJICH PAMÁTCE I PAMÁTCE VŠECH DALŠÍCH PŘÍSLUŠNÍKŮ ČESKOSLOVENSKÉ ARMÁDY, KTEŘÍ SE STALI OBĚTÍ KOMUNISTICKÉ ZVŮLE."
- Jeho jméno se nachází na pamětní desce věnované obětem komunismu z řad vojáků z povolání v kasárnách v Dědicích.[22]
- V Hradišti v Českých Lhoticích u Nasavrk, na domě čp. 3 je pamětní deska s nápisem: "V TOMTO DOMĚ LAD. KORÁBKA BYL PŘIJAT 17.II.1945 ČSL. DESANT „PLATINUM“ VELITEL kpt. gšt. NECHANSKÝ, VOJENSKÝ POVĚŘENEC ČESKÉ NÁRODNÍ RADY PRO PRAŽSKÉ POVSTÁNÍ. ÚKRYT TU NALEZLI DESANT „CALCIUM“ A MNOZÍ ILEGALISTÉ V DOBĚ NĚMECKÉ OKUPACE 1939–1945. NA PAMĚŤ / ZO-SBS NASAVRKY".[23]
- Jeho jméno "NECHANSKÝ JAROMÍR 4.12.1916 - 16.6.1950" je rovněž uvedeno na Pomníku Miladě Horákové a Obětem komunismu v Praze 4 - Nuslích na Náměstí Hrdinů, u stanice metra Pražského povstání, před Vrchním soudem v Praze a Vrchním státním zastupitelstvím v Praze.[24]
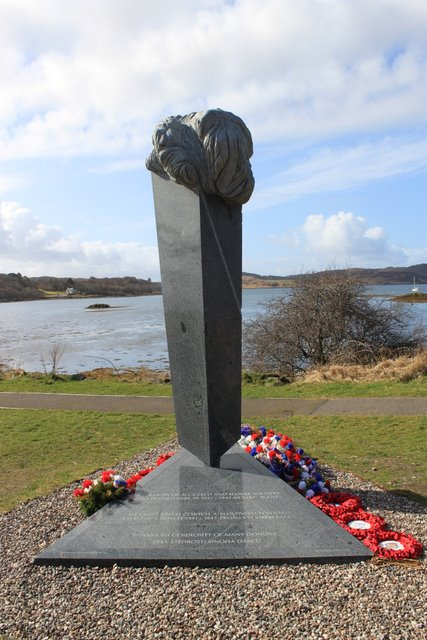
V zahraničí je jeho jméno na pomníku československým vojákům ve vesnici Arisaig na západním pobřeží Skotské vysočiny, kde SOE cvičila vojáky pro zvláštní operace.[25]  - Pamětní deska na budově Generálního štábu v Praze-Dejvicích
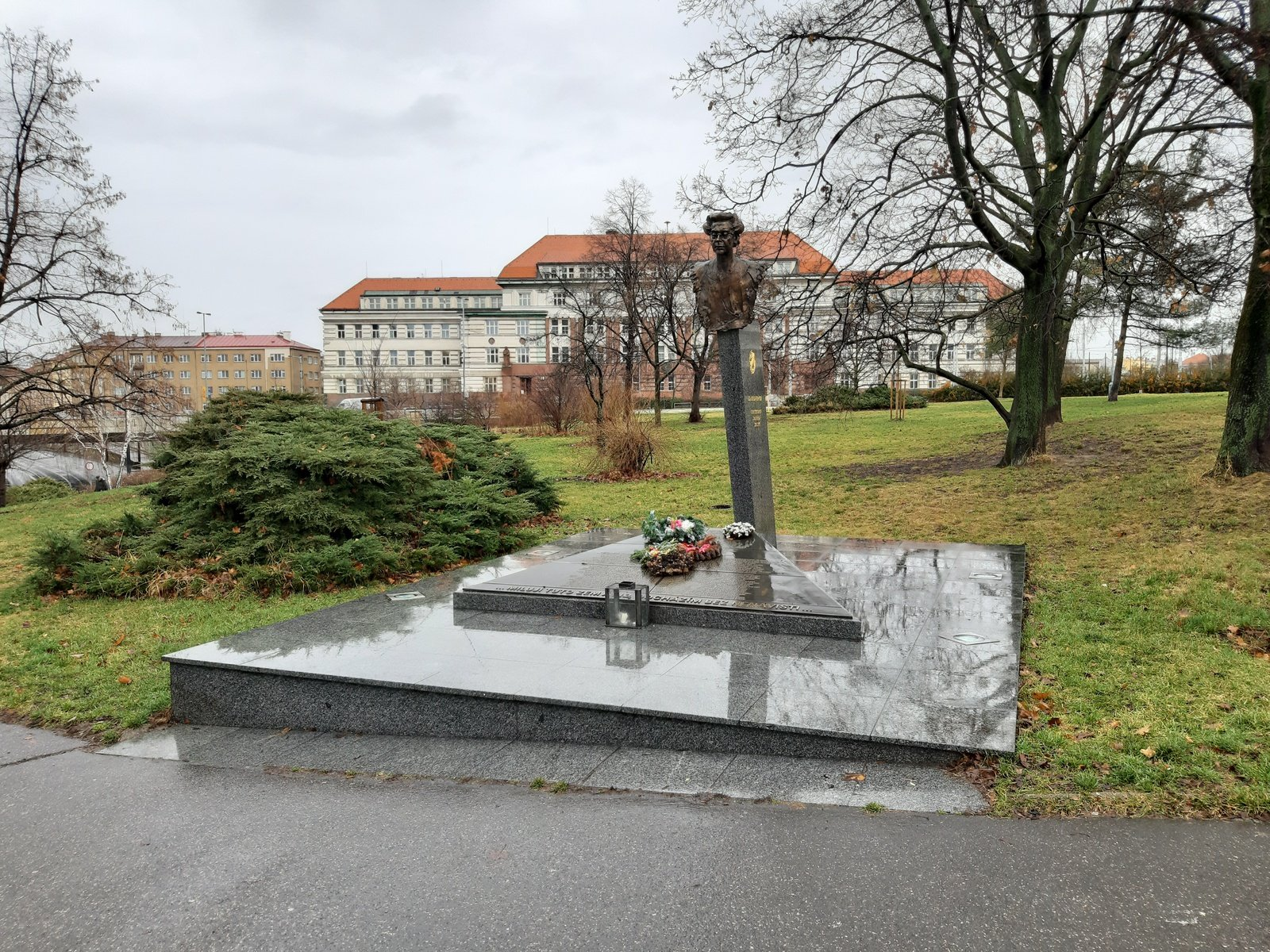
Pomník na náměstí Hrdinů v Praze 4 - Nuslích
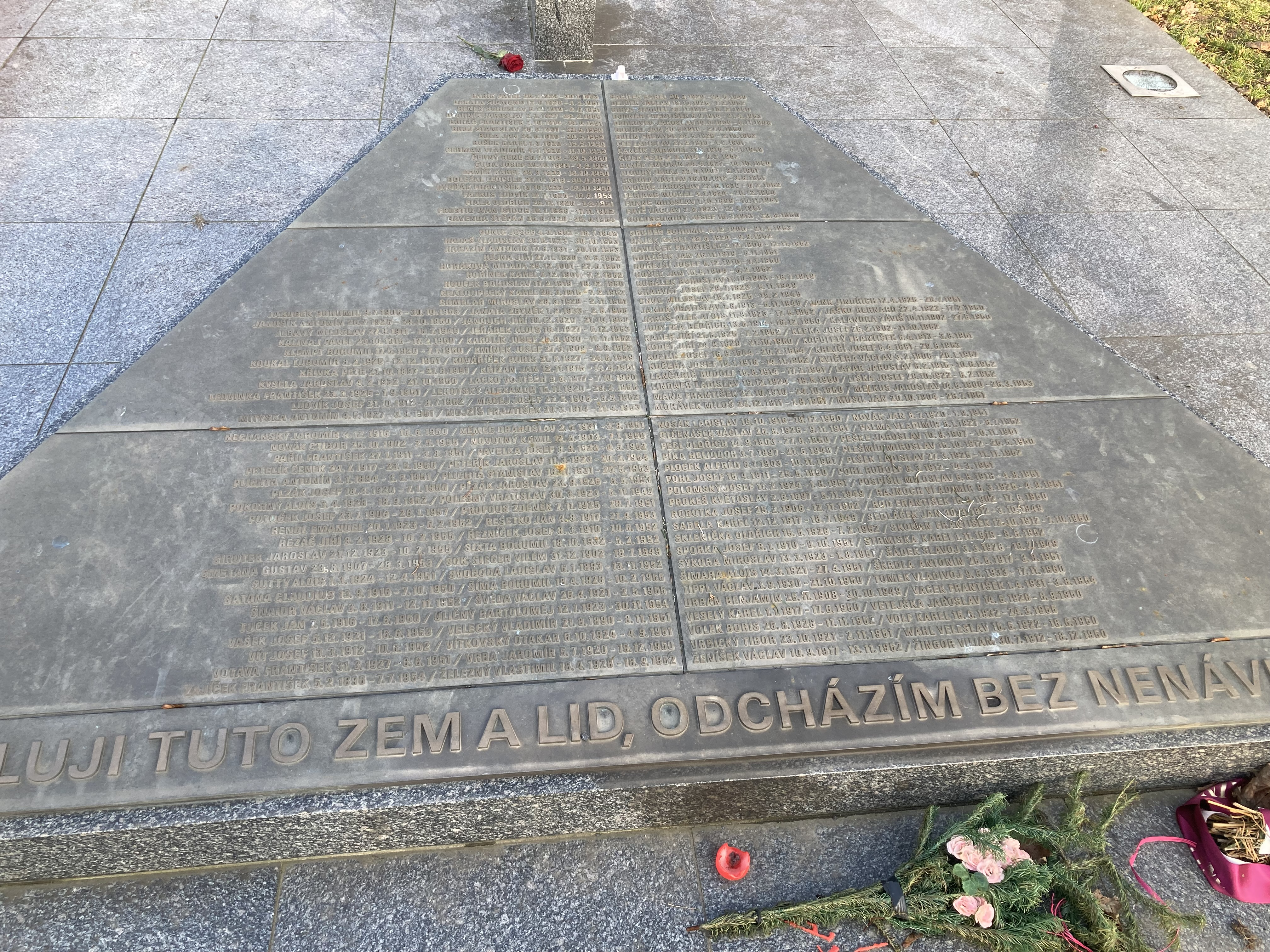
Seznam obětí komunismu se jménem Jaromíra Nechanského na pomníku na náměstí Hrdinů v Praze 4 - Nuslích
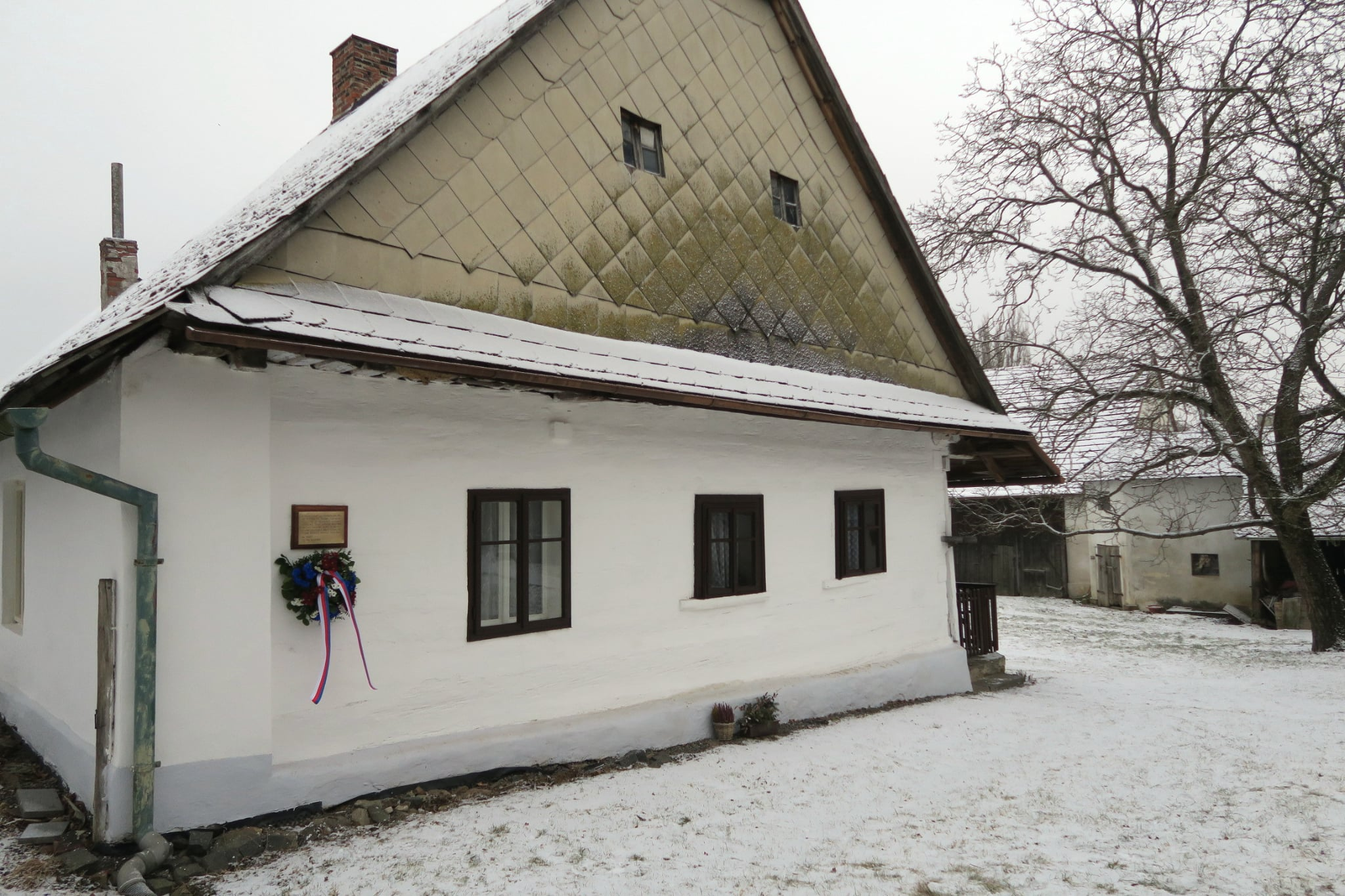
Dům L. Korábka s pamětní deskou v Hradišti v Českých Lhoticích u Nasavrk, kde byl po vysazení přijat desant Platinum-Pewter
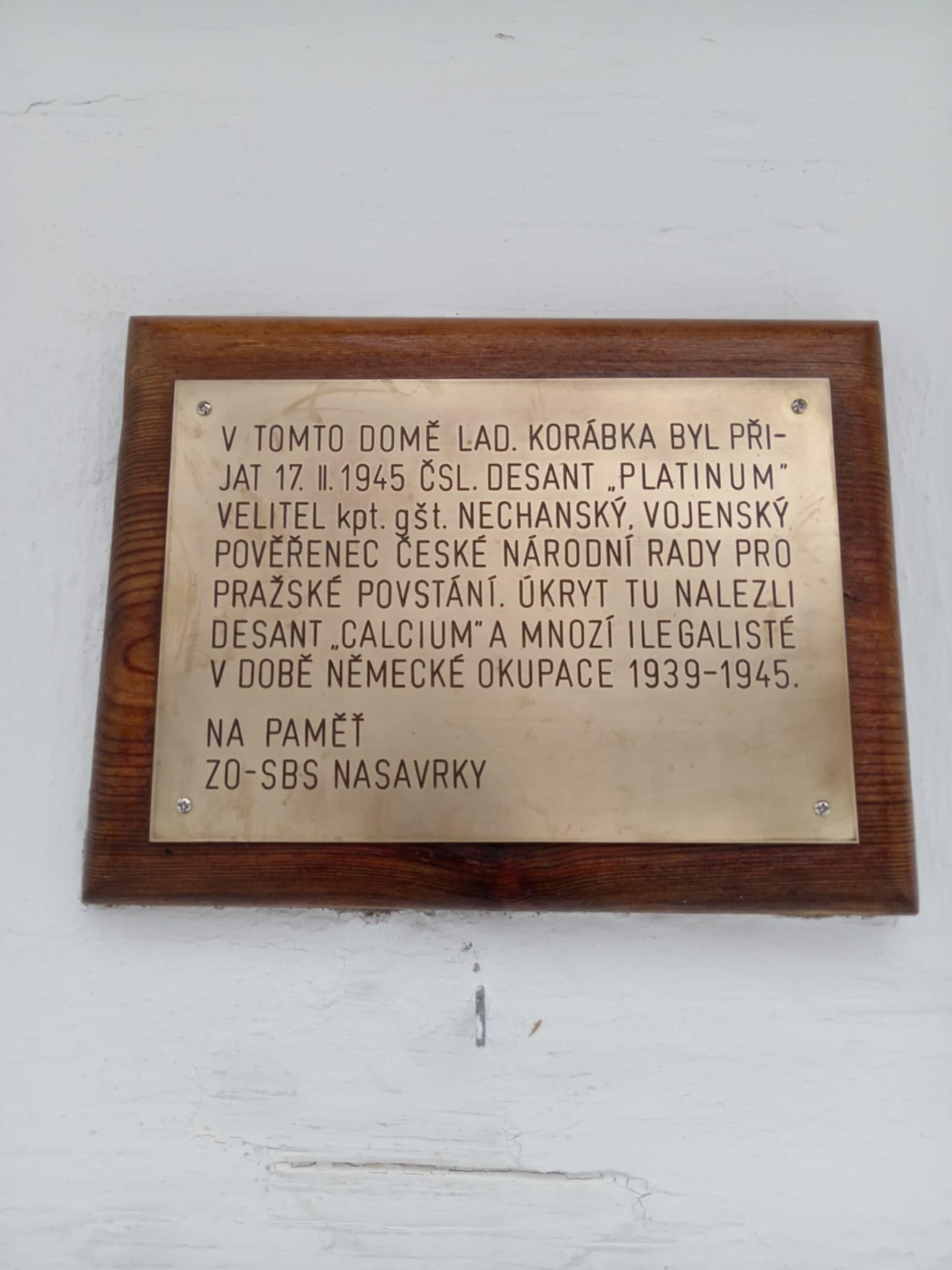
Pamětní deska na domě čp. 3 v Hradišti v Českých Lhoticích u Nasavrk
  - Pomník československým vojákům ve skotské vesnici Arisaig
  - Pomník na náměstí Hrdinů v Praze 4 - Nuslích
  - Seznam obětí komunismu se jménem Jaromíra Nechanského na pomníku na náměstí Hrdinů v Praze 4 - Nuslích
  - Dům L. Korábka s pamětní deskou v Hradišti v Českých Lhoticích u Nasavrk, kde byl po vysazení přijat desant Platinum-Pewter
  - Pamětní deska na domě čp. 3 v Hradišti v Českých Lhoticích u Nasavrk